# Egely György
Egely György (Sátoraljaújhely, 1950. július 18. –) magyar gépészmérnök, író, műsorvezető, konteógyártó. Olyan erősen vitatott témákban nyilvánul meg, mint a gömbvillámok, az „életenergia” mérése, a hidegfúzió megvalósíthatósága vagy a piramisok technikai jelentősége. Állításai teljes mértékben áltudományosak, kizárólag a laikus közönség egy része ismeri el munkásságát.

## Élete
1974-ben a Budapesti Műszaki Egyetem gépészmérnöki karának hőerőgépész szakán végzett. 1974-től a Központi Fizikai Kutatóintézet Atomenergiakutató Intézetének munkatársa volt. 1977-ben a milánói Hőfizikai Intézetben és 1981-től 1982-ig a brookhaveni National Laboratoryban is végzett tanulmányokat. 1982-ben kapott műszaki egyetemi doktori címet a Budapesti Műszaki Egyetemen, műszaki hőtanból. 1991-től Egely Kft. néven saját vállalkozást alapított.
1990 és 1991 között a Magyar Para-Kutatási Tudományos Társaság elnöke volt. Az 1992–1996 időszakban Egely György otthagyta a Para-Kutatási Tudományos Társaságot, és a pszichotronika felé mozdult el. Az Aquapool cég és Jakab István menedzselte. Ebben az időszakban mentek el a manilai önjelölt „csodadoktorokat” – akik állításuk szerint „kézrátétellel gyógyítanak” – „megmérni” az Egely által „vitalitásmérőnek” nevezett eszközzel.
Az 1990-es évek eleje óta a Magyar Ufókutató Szövetség tagja, több évtizede végez általa „ufókutatásoknak” nevezett tevékenységet, az Ufómagazin című havilapban 1993 óta jelennek meg cikkei mind a mai napig, illetve „eredményeit” minden évben bemutatja a szövetség által szervezett Ufó- és energetikai kongresszusokon a nagyközönségnek.
Több mint tíz éve végez általa „intenzív kutatásnak” nevezett tevékenységet a különleges energiaátadási folyamatok – elsősorban a gömbvillám és a parajelenségekkel állítólagosan összefüggő jelenségek – területén. Gyakran hivatkozik az Időviharok c. könyvre, mely gömbvillámról szóló állítólagos beszámolók gyűjteménye. Az amerikai Society for Scientific Exploration tagja. Elméletei teljes mértékben áltudományosak. Jelenleg általa „háztartási hidegfúziós berendezésnek” nevezett eszközön dolgozik. Állítása szerint 2013 végén támogatást kapott az Európai Uniótól, melynek segítségével Budapest közelében új laboratóriumot épített.

## Egely-kerék
Fő „alkotása” az Egely-kerék nevű áltechnológiai eszköz, amely állítása szerint egy sűrűn fogazott fogaskerékre emlékeztető kereket tartalmazó „mérőeszköz”. Egyéb saját produktuma nem ismert. Ha a kezünket kétoldalt a kerék mellé helyezzük, az forogni kezd, és a készülék kijelzi a fordulatszámot. Egely állítása szerint a kereket a kezünkből kiáradó „vitalitás” vagy „életenergia” forgatja, a készülék így az egészségi állapotot méri, és képes lehet kimutatni a betegségeket azok tüneteinek megjelenése előtt. A kereket megvizsgáló egyéb csoportok cáfolták Egely állításait, és a mozgást a tenyér hőkülönbségei által keltett légörvényeknek tulajdonították, valamint hogy egyenlőtlenül melegített viasz kézutánzattal a kerék ugyanúgy forgásba hozható, mint az emberi kézzel, de nem olyan gyorsan, ahogy az alap (két fordulat per perc) felett képes azt az ember forgatni.
Az Egely-kerék több nemzetközi feltalálói kiállításon szerepelt és több díjat is kapott (Design - csomagolás). Ezeket a díjakat sokan félreértelmezik és magára a készülék működésére vetítik. Kritikusai szerint a kerék egy, a 80-as években az USA-ban kereskedelmi forgalomba került szerkezet, az Energy Wheel kissé továbbfejlesztett másolata.

## Audió és videó interjúi
- Halper László: Beszélgetések - Egely György (2019). YouTube
- Project Foxhound: Egely György - Hidegfúzió (2011). YouTube
- John Posey: Psychotronics Experiments: Interview with György Egely (2019). YouTube
- Dr. Egely György: Katalitikus fúzió, telepátia, parajelenségek. YouTube

## Főbb művei
- Titokzatos erők tudománya? (Dús Magdolnával, Budapest, 1988)
- A kulcs a negyedik dimenzióban? avagy esettanulmányok és különvélemény a titokzatos gömbvillámról (Háttér Könyvkiadó és Kulturális Szolgáltató Kft., Budapest, 1988) ISBN 963-7403-07-8
- A titokzatos gömbvillám (Műszaki Könyvkiadó, Budapest, 1988) ISBN 963-10-7667-9
- A manilai csodadoktorok (Ványi Bélával, Budapest, 1990)
- Gömbvillám! Kulcs a negyedik dimenzióban? (Háttér Kiadó, Budapest, 1992) ISBN 963-7455-60-4
- Tiltott találmányok (Budapest, 1992)
- UFO album – Minden, amit tudni akarsz az Ufókról, de eddig még nem láttad, csak hallottál róluk (Új Vénusz Lap- és Könyvkiadó, Budapest, 1993) ISBN 963-7755-76-4
- Bevezetés a tértechnológiába I–III. (Budapest, 1993–1998)
- Borotvaélen (Egely Kutató-Fejlesztő, Budapest, 2002) ISBN 9632026837
- Titokzatos erők? A kötet az 1990-ben megjelent dr. Egely György – dr. Dús Magdolna: Titokzatos erők tudománya? avagy magánvélemény a parajelenségekről című könyv átdolgozott, bővített kiadása (Egely Kutató-Fejlesztő Kft., Budapest, 2004) ISBN 963-212-415-4
- A vitalitásmérő (Budapest, 1995)
- Kitörés a jövőbe (Kornétás Kiadó, Budapest, 1995) ISBN 963-7843-35-3
- Elhallgatott találmányok
- Kifordul a tér (Hargitay Károllyal, Budapest, 1994)
- Parajelenségek (K.u.K., Budapest, 1993) ISBN 9637846158
- Tértechnológia – Energetika (Kornétás Kiadó, Budapest, 1998) ISBN 963-7843-56-6
- Tértechnológia. Energetika; Kornétás, Bp., 2001
- Apokalipszis 2012 (tanulmány)[8][9]
- Vízautók... Antigravitáció...; Egely Kft., Bp., 2008
- Tiltott találmányok; 15. jav., bőv. kiad.; Egely Kft., Budakeszi, 2009

## Kritikák vele és munkásságával kapcsolatosan
- Parajfalók az Egely-kerékről
- Szkeptikuskonferencia a Műegyetemen
- Örökmozgókról az Ablakban
- Ragó Zoltán: És mégis forog a víz
- 2003-as televíziós Szkeptikusok–Egely-vita 1.
- 2003-as televíziós Szkeptikusok–Egely-vita 2.